# Giorgio Casati
Pour les articles homonymes, voir Casati.
Giorgio Casati,, né le 3 avril 1954, est un coureur cycliste italien. Actif dans les années 1970-1980, il fut l'un des meilleurs amateurs italiens de sa génération. Il a notamment remporté une étape de la Course de la Paix en 1978 et le Ruban granitier breton en 1980.

## Palmarès
- 1976
  - Coppa San Geo
  - Milan-Busseto
  - 3e de Vicence-Bionde
- 1977
  - 2e de Milan-Rapallo
  - 3e du Gran Premio Somma
- 1978
  - 10e étape de la Course de la Paix
- 1979
  - 1re étape de la Semaine cycliste bergamasque
- 1980
  - Ruban granitier breton :
    - Classement général
    - 4eb étape (contre-la-montre)[4]

  - 6e étape du Tour de la Vallée d'Aoste
  - 2e de Milan-Tortone